# Danfoss-musemaki
Danfoss-musemaki (Microcebus danfossi) er en art i gruppen af lemurer blandt halvaberne. Den er opkaldt efter det danske firma Danfoss. Danfoss-musemaki tilhører slægten Microcebus (musemakier), der igen tilhører familien Cheirogaleidae (dværglemurer). Dens nærmeste slægtninge anses for at være Microcebus bongolavensis og Microcebus ravelobensis.
Danfossi er af hamster-størrelse med en vægt på 30 til 60 gram. Dyret lever i Madagaskars skove, hvor den er nataktiv og lever af frugter og insekter. Om dagen sover den i huler i træer eller i reder bygget af blade.
Den er usædvanlig derved at den er i stand til at sænke stofskiftet om dagen i den kolde årstid. Dens temperatur kan dermed falde med næsten 50%.
Baseret på undersøgelser af udbredelsen af arten i det nordvestlige Madagaskar mellem floderne Sofia og Maevarano er det anslået at der er mellem 4,5 og 8,5 individer per kvadratkilometer, hvilket har betydet at den er blevet karakteriseret som "moderat truet" i henhold til IUCN-kriterierne.
Det var forskere fra Tierärzliche Hochschule i Hannover og universitetet i Antananarivo, der efter at have opdaget tre nye lemurarter i midten af 2000'erne,
opkaldte den ene art efter Danfoss. Danfoss støtter lemur-forskningen og bevarelsen af skovmiljøet hvor de lever.